# 大科帕尼
大科帕尼，是烏克蘭南部赫爾松州赫尔松区大科帕尼市镇内的村落及其行政中心。始建於1795年，面積47平方公里，海拔高度16米，2001年人口5,654，人口密度每平方公里120.3人。